# Otok (smycz)
Otok – długa smycz dla psa, wykorzystywana w trakcie polowań, służąca do prowadzenia psa myśliwskiego. Może być wykonana z gumy. W 1977 roku firma Tracker stworzyła otok elektroniczny, dzięki któremu można było ustalić odległość psa od właściciela. Obecne urządzenia tego typu mają baterie wytrzymujące do 48 godzin.